# Xylaganí
Xylaganí är en ort i Grekland.   Den ligger i prefekturen Nomós Rodópis och regionen Östra Makedonien och Thrakien, i den nordöstra delen av landet, 400 km norr om huvudstaden Aten. Xylaganí ligger 44 meter över havet och antalet invånare är 1 445.
Terrängen runt Xylaganí är huvudsakligen platt, men österut är den kuperad. Runt Xylaganí är det ganska glesbefolkat, med 23 invånare per kvadratkilometer. Närmaste större samhälle är Komotini, 16,1 km norr om Xylaganí. Trakten runt Xylaganí består till största delen av jordbruksmark.